# Bandeira da Polónia
A bandeira civil da Polónia (português europeu) ou bandeira nacional da Polônia (português brasileiro) está em uso desde o início do século XX. O pavilhão civil e a bandeira de estado (de uso limitado) contém também o brasão de armas no centro da metade branca da bandeira.
As bandeiras de Mónaco, Indonésia, Singapura e o brasão de Soleura possuem as mesmas cores, mas com a ordem invertida.

## História
A 8 de novembro de 1831, durante a Revolta de Novembro, o Sejm (Câmara Baixa do parlamento polonês) decidiu que as cores nacionais da Polônia passariam a ser as do brasão da Comunidade Polaco-Lituana, ou seja, branco e vermelho.
A 1 de agosto de 1919, o Sejm (Câmara Baixa do parlamento polonês) da Polônia independente criou a bandeira da Polônia na sua forma atual.
Desde 2004, no dia 2 de maio é celebrado na Polônia o Dia da Bandeira, embora não seja um dia feriado.